# Szalay Jenő
Vitéz Szalay Jenő (1904. szeptember 4. – 1976. augusztus 13.) nyolcszoros magyar bajnok atléta, rövidtávfutó, olimpikon.
Indult az 1928. évi nyári olimpiai játékokon, mint atléta a 400 méteres síkfutásban. Az első kör negyedik selejtezőjében 4. lett és nem jutott tovább.
1929 és 1933 között 8 magyar bajnoki címet szerzett 4 × 100 méteres és 4 × 400 méteres váltóban.